# حقوق تجارت بین‌الملل
حقوق تجارت بین‌المللی شامل قواعد، اصول، قوانین و مقررات و آداب و رسوم حاکم بر تجارت میان کشورها است. «حقوق تجارت بین‌الملل» روابط تجاری را در فراسوی مرزها کنترل و تنظیم می‌کند. این روابط ممکن است واجد خصوصیت حقوق خصوصی باشد مثل روابط قراردادی بین تجار و شرکتهای تجاری از کشورها گوناگون یا جنبه عمومی داشته باشد مثل قوانین راجع به کنترل واردات و صادرات، مناطق آزاد تجاری، سرمایه‌گذاری و سایر موارد که دولتها در امر تجارت بین‌الملل دخالت می‌کنند.
حقوق تجارت بین‌الملل با داوری تجاری بین‌المللی ارتباط نزدیکی دارد چون بسیاری از اختلافات تجاری بین‌المللی از طریق داوری حل و فصل می‌شود.
آنچه در زمینهٔ معاملات و مبادلات و تعاملات خارجی در تجارت خارجی مطرح می‌شود، در حیطهٔ تجارت بین‌الملل می‌گنجد. در تجارت بین‌الملل، دو گروه نقش اساسی دارند. گروه اوّل که تنظیم کنندگان روابط و سیاست تجاری بین کشورها می‌باشند و اموری مانند: صادرات و واردات و امور گمرکی و تعرفه‌ها و مالیات‌ها را هدایت می‌کنند. در این گروه، دولت‌ها، سازمان‌های بین‌المللی و اتّحادیه‌ها و نهادهای جهانی (نظیر: سازمان تجارت جهانی، آنسیترال، یونیدروا، اتاق بازرگانی بین‌المللی) فعّال می‌باشند. گروه دیگر از طریق قراردادهای بین‌المللی، عامل انجام تجارت هستند. بازرگانان، شرکت‌های تجاری، پیمانکاران و سازندگان کارخانجات در کشورهای دیگر و اکتشاف کنندگان معادن و استخراج کنندگان آن‌ها از این نمونه می‌باشند. موضوعات گروه اوّل، مربوط به حقوق عمومی بین‌المللی و مسائل گروه دوم، مرتبط با حقوق خصوصی بین‌المللی است. حقوق تجارت بین‌الملل، هر دو دسته را در بر می‌گیرد.
مجموعه قوانین تجارت بین‌المللی در قرن بیست و یکم برگرفته از قوانین تجارت قرون وسطا به نام lex mercatoria و lex maritima است که به ترتیب "قانون برای تجار در خشکی" و "قانون برای تجار در دریا" نامیده می شود. حقوق تجارت مدرن اندکی پس از جنگ جهانی دوم، با مذاکره در مورد یک معاهده چند جانبه موافقت‌نامه عمومی تعرفه و تجارت (GATT) آغاز شد.

## رابطه داوری و تجارت اکترونیکی
همان‌طور که سابقاً اشاره شد تجارت الکترونیکی و داوری رابطه تنگاتنگی دارند و خصوصاً از اواخر قرن ۱۹ که داوری نقش پررنگی در تجارت‌های بین‌المللی ایفا کرد، داوری رفته و رفته بیشتر و حساس تر در بین تجار ادامه پیدا کرد.

### دلایل اهمیت داوری در تجارت
تجار، همانند دیگران در بین روابط کاریشان با یکدیگر، مشکلات و اختلافاتی خواهند داشت و مسلماً طرف سومی به میان آمده تا این اختلافات را حل کند. در گذشته اکثر دعاوی بین تجار به دادگاه‌ها کشانده می‌شد تا قاضی صالح برای موضوع مطروحه تصمیم‌گیری کند.
بعد از گذشت سال‌ها و با پیشرفت علم حقوق، داوری نقش پررنگ و کارای خود را نمایان کرد و امروزه تجار بسیاری برای اختلافات ممکن خود فی مابین یکدیگر در قراردادهای خود، برای حل اختلافات داوری را انتخاب می‌کنند.
داوری برای تجار اهمیت بسیاری دارد، یکی از ان‌ها سریعتر بودن رسیدگی نسبت به دادگاه‌ها می‌باشد.
داوری اصولاً کم هزینه تر از رسیدگی در دادگاه‌ها می‌باشد.
داوری بین تجار بین‌المللی بسیار کاراست، زیرا دیگر مشکل قانون صالح به میان نمی اید که قانون کشور کدام یک از طرفین دعوا صالح می‌باشد.

### تجارت الکترونیک و داوری الکترونیک
امروزه با پیشرفت تکنولوژی و هدف‌گیری همهٔ مشاغل به سمت الکترونیکی شدن، تجارت الکترونیکی پدیدار شده است.
امروزه در قراردادهای فی مابین تجار از سراسر دنیا بصورت الکترونیکی، اصولاً داوری را هم به عنوان مرجع صالح حل اختلاف انتخاب می‌کنند و با توجه به اینکه قرارداد الکترونیکی می‌باشد در صورت اختلاف، داوری هم می‌تواند بصورت الکترونیکی انجام پذیرد.